# Xã Watson, Quận Cass, Bắc Dakota
Xã Watson (tiếng Anh: Watson Township) là một xã thuộc quận Cass, tiểu bang Bắc Dakota, Hoa Kỳ. Năm 2010, dân số của xã này là 93 người.